# Derbi dálmata
El Derbi dálmata (en croata: Dalmatinski derbi) se le conoce al partido de HNK Hajduk Split contra el HNK Šibenik, equipos que tiene en común que sus respectivas ciudades son las más grandes de la región de Dalmacia.

## Historia
La primera ocasión en la que se enfrentaron fue el 19 de diciembre de 1937 pero fue hasta 1950 que se enfrentaron por primera vez en una competición oficial cuando se enfrentaron en la Copa de Yugoslavia con victoria para el Hajduk Split por 2-0. La primera victoria del HNK Šibenik fue el 1 de agosto de 1956 por 2-0 en la Copa de Yugoslavia.
La rivalidad se distingue porque la mayor parte de los aficionados del HNK Šibenik son del área urbana mientras que los del Hajduk Split son de la zona rural, aunque no hay incidentes negativos en los partidos si ha habido algunos heridos.
Los enfrentamientos entre ambos equipos se han dado con mayor frecuencia desde la independencia de Croacia en 1992, teniendo su mayor enfrentamiento en la final de la Copa de Croacia de 2009/10 en la que el Hajduk Split ganó ambos partidos. La rivalidad se agudizó cuando el HNK Šibenik hizo oficial el traspaso de Ante Rukavina al Hajduk Split.

## Estadísticas
Partidos oficiales entre ambos equipos por competición:
| Torneo                  | Partidos               | Hajduk                 | Empates                | Šibenik                | Goles Hajduk           | Goles Šibenik          |
| Yugoslavia (1946–1991)  | Yugoslavia (1946–1991) | Yugoslavia (1946–1991) | Yugoslavia (1946–1991) | Yugoslavia (1946–1991) | Yugoslavia (1946–1991) | Yugoslavia (1946–1991) |
| ----------------------- | ---------------------- | ---------------------- | ---------------------- | ---------------------- | ---------------------- | ---------------------- |
| Copa de Yugoslavia      | 6                      | 4                      | 1                      | 1                      | 15                     | 9                      |
| Croacia (1992–presente) |                        |                        |                        |                        |                        |                        |
| Prva HNL                | 46                     | 34                     | 7                      | 5                      | 80                     | 29                     |
| Copa de Croacia         | 5                      | 5                      | 0                      | 0                      | 10                     | 3                      |
| Total Croata            | 51                     | 39                     | 7                      | 6                      | 90                     | 32                     |
| Total                   | 57                     | 43                     | 8                      | 6                      | 105                    | 41                     |

## Jugadores

### Anotaron para ambos equipos en el derbi
- Dean Računica

### Jugaron para ambos equipos en el derbi
- Eduard Abazi
- Ante Aračić
- Stipe Bačelić-Grgić
- Stipe Balajić
- Mate Baturina
- Joško Bilić
- Slaven Bilić
- Goran Blažević
- Dario Brgles
- Mario Budimir
- Josip Bulat
- Niko Čeko
- Vedran Celiščak
- Nikica Cukrov
- Ivo Cuzzi
- Mate Dragičević
- Darko Dražić
- Tomislav Erceg
- Dalibor Filipović
- Anthony Grdić
- Ante Hrgović
- Ante Ivica
- Antonio Jakoliš
- Marin Jakoliš
- Ivan Jurić
- Nikola Kalinić
- Igor Lozo
- Krešimir Makarin
- Mate Maleš
- Zvonimir Milić
- Alen Mrzlečki
- Petar Nadoveza
- Mario Novaković
- Boris Pandža
- Matko Perdijić
- Mladen Pralija
- Jurica Puljiz
- Denis Putnik
- Ivan Radeljić
- Dean Računica
- Božidar Radošević
- Krunoslav Rendulić
- Ante Režić
- Ivan Rodić
- Zoran Roglić
- Ante Rukavina
- Zlatko Runje
- Emir Sahiti
- Mate Selak
- Zoran Slavica
- Vjeran Simunić
- Dragan Stojkić
- Duje Špalj
- Petar Šuto
- Frane Vitaić
- Tonči Žilić

## Entrenadores que dirigieron ambos equipos
- Luka Bonačić
- Ivan Buljan
- Nikica Cukrov
- Ivica Kalinić
- Ivan Katalinić
- Petar Nadoveza
- Ivan Pudar